# The Brides of Sodom
The Brides of Sodom es una película de terror estadounidense escrita y dirigida por Creep Creepersin. La película fue protagonizada por Domiziano Arcangeli, David Taylor y Rachel Zeskind. The Brides of Sodom fue producida por Empire Films y Sterling Entertainment y presenta al ídolo del porno gay, David Taylor, en su primer papel principal en un largometraje.

## Argumento
Una vez que el mundo ha terminado, un grupo de vampiros se alimenta de los últimos humanos que quedan en el planeta. La confusión surge cuando uno de los vampiros principales se enamora de un humano que está destinado a la comida.

## Reparto
- Domiziano Arcangeli
- David Taylor
- Rachel Zeskind
- Dylan Vox
- Beverly Lynne
- Peter Stickles
- Quentin Elias
- Robin Bain
- Jacqui Holland
- Tara Alexis
- Jess Allen
- Esther Canata
- Elina Madison
- Shon Lange
- Brad Potts
- Dahlia Dark
- Marta Zolynska
- Jeffrey James Lippold
- Krista Jacobson